# Шварц, Жак
Жак Шварц (нем. Jacques Schwarz; 27 сентября 1855, Арад — 13 июня 1921, Вена) — австрийский шахматист, мастер.
Сын музыканта Саломона Шварца (1825—1889), впоследствии главного кантора синагоги в Брно; брат дирижёра Виктора Вольфганга Шварца. Племянник мастера А. Шварца. Юрист по профессии.
Участник двух конгрессов Германского шахматного союза (1881 и 1883 гг.), сильных по составу турниров в Граце (1880 г.) и Вене (1890 г.; мемориал И. Колиша). Победитель турнира австрийских шахматистов 1893 / 94 гг.
В 1889 г. сыграл небольшой матч с Б. Флейсигом (матч завершился вничью).

## Спортивные результаты
| Год         | Город    | Соревнование                              | + | − | = | Результат | Место |
| ----------- | -------- | ----------------------------------------- | - | - | - | --------- | ----- |
| 1880        | Грац     | Международный турнир                      | 1 | 2 | 4 | 3 из 7    | 5—6   |
| 1881        | Берлин   | 2-й конгресс Германского шахматного союза | 6 | 5 | 5 | 8½ из 16  | 7—8   |
| 1883        | Нюрнберг | 3-й конгресс Германского шахматного союза | 6 | 5 | 7 | 9½ из 18  | 9     |
| 1889        | Дессау   | Международный турнир                      |   |   |   |           | 3     |
|             | Вена     | Матч с Б. Флейсигом                       |   |   |   | 2 : 2     |       |
| 1890        | Вена     | Мемориал И. Колиша                        | 4 | 7 | 4 | 6 из 15   | 6—7   |
| 1893 / 1894 | Вена     | Турнир австрийских шахматистов            |   |   |   |           | 1     |
| 1895 / 1896 | Вена     | Турнир австрийских шахматистов            |   |   |   |           | 5     |